# Pražská II. třída
Pražská II. třída patří společně s ostatními druhými třídami mezi osmé nejvyšší fotbalové soutěže v Česku. Je řízena Pražským fotbalovým svazem, rozdělena je do tří skupin (A, B a C). Do sezóny 2016/17 existovala i skupina D, ale od sezóny 2017/18 se hraje již pouze ve skupinách A, B a C. V sezóně 2022/23 mají všechny skupiny 12 účastníků. Hraje se každý rok od léta do jara se zimní přestávkou, každý s každým hraje jednou na domácím hřišti a jednou na hřišti soupeře. Celkem se hraje 22 kol. Vítězem se stává tým s nejvyšším počtem bodů v tabulce a postupuje do I.B třídy. Poslední tým sestupuje do III. třídy (skupina A či B). Do Pražské II. třídy vždy postupují vítězové obou skupin III. třídy.

## Vítězové

### Pražská II. třída skupina A
| Ročník    | Vítězný tým                    |
| --------- | ------------------------------ |
| 2003/2004 | TJ Sokol Řepy                  |
| 2004/2005 | SK Zbraslav „B“ (Praha 5)      |
| 2005/2006 | TJ Sokol Nebušice B (Praha 6)  |
| 2006/2007 | ABC Braník B (Praha 4)         |
| 2007/2008 | SK Zbraslav „B“ (Praha 5)      |
| 2008/2009 | ABC Braník B (Praha 4)         |
| 2009/2010 | ABC Braník B (Praha 4)         |
| 2010/2011 | SK Střešovice 1911 C (Praha 6) |
| 2011/2012 | Sokol Stodůlky B (Praha 13)    |
| 2012/2013 | SK Meteor Kačerov (Praha 4)    |
| 2013/2014 | FK Dukla Jižní Město           |
| 2014/2015 | SK Zbraslav „B“ (Praha 5)      |
| 2015/2016 | FC Tempo Praha B (Praha 4)     |
| 2016/2017 | SC Radotín „B“ (Praha 5)       |
| 2017/2018 | SK Zbraslav „B“ (Praha 5)      |
| 2018/2019 | MSM Academy Praha              |
| 2019/2020 | Sparta Košíře (Praha 5)        |
| 2020/2021 | AFK Slivenec B (Praha 5)       |
| 2021/2022 | TJ Sokol Bílá Hora (Praha 6)   |
| 2022/2023 | FK Dukla Praha C               |
| 2023/2024 | FK Zlíchov B                   |
| 2024/2025 | SK Modřany B                   |

### Pražská II. třída skupina B
| Ročník    | Vítězný tým                   |
| --------- | ----------------------------- |
| 2003/2004 | FC Prosex                     |
| 2004/2005 | Fórum Ukrajinců ČR (Praha 1)  |
| 2005/2006 | TJ Slavoj Suchdol (Praha 6)   |
| 2006/2007 | Spartak Kbely B (Praha 9)     |
| 2007/2008 | FK Újezd nad Lesy B (Praha 9) |
| 2008/2009 | TJ SK Satalice (Praha 9)      |
| 2009/2010 | FC Miškovice (Praha 9)        |
| 2010/2011 | AFK Union Žižkov (Praha 3)    |
| 2011/2012 | SK Ďáblice B (Praha 8)        |
| 2012/2013 | TJ Březiněves (Praha 8)       |
| 2013/2014 | FC Miškovice (Praha 9)        |
| 2014/2015 | FK Klánovice (Praha 9)        |
| 2015/2016 | TJ SK Satalice (Praha 9)      |
| 2016/2017 | Slovan Bohnice (Praha 8)      |
| 2017/2018 | Avia Čakovice (Praha 9)       |
| 2018/2019 | Fotbalová akademie Praha      |
| 2019/2020 | TJ SK Satalice (Praha 9)      |
| 2020/2021 | Prague Raptors (Praha 5)      |
| 2021/2022 | FK Vinoř 1928 (Praha 9)       |
| 2022/2023 | TJ Praga B                    |
| 2023/2024 | FK Řeporyje B                 |
| 2024/2025 | SK Slovan Kunratice B         |

### Pražská II. třída skupina C
| Ročník    | Vítězný tým                      |
| --------- | -------------------------------- |
| 2003/2004 | ČAFC Praha „B“                   |
| 2004/2005 | SK Horní Měcholupy B (Praha 13)  |
| 2005/2006 | FC Háje Jižní Město (Praha 4)    |
| 2006/2007 | TJ Junior Praha (Praha 10)       |
| 2007/2008 | FC Tempo Praha B (Praha 4)       |
| 2008/2009 | FC Háje Jižní Město (Praha 4)    |
| 2009/2010 | FK Zlíchov 1914 (Praha 5)        |
| 2010/2011 | TJ Slavoj Suchdol (Praha 6)      |
| 2011/2012 | Slovan Kunratice B (Praha 4)     |
| 2012/2013 | Sokol Cholupice (Praha 12)       |
| 2013/2014 | FK Zlíchov 1914 (Praha 5)        |
| 2014/2015 | SK Čechoslovan Chuchle (Praha 5) |
| 2015/2016 | Sokol Stodůlky B (Praha 13)      |
| 2016/2017 | SK Čechie Smíchov (Praha 5)      |
| 2017/2018 | SK Hostivař B (Praha 10)         |
| 2018/2019 | SK Újezd Praha 4 B (Praha 4)     |
| 2019/2020 | Sokol Kolovraty B (Praha 10)     |
| 2020/2021 | TJ Spoje B (Praha 3)             |
| 2021/2022 | SK Čechie Uhříněves B (Praha 22) |
| 2022/2023 | AFK Slavia Malešice              |
| 2023/2024 | FK Čechie Dubeč B                |
| 2024/2025 | Spartak Kbely B                  |

### Pražská II. třída skupina D
| Ročník    | Vítězný tým                       |
| --------- | --------------------------------- |
| 2003/2004 | TJ Kyje „B“                       |
| 2004/2005 | SK Viktoria Žižkov (Praha 3)      |
| 2005/2006 | Sokol Kolovraty (Praha 10)        |
| 2006/2007 | SK Dolní Měcholupy B (Praha 10)   |
| 2007/2008 | Sokol Dolní Počernice B (Praha 9) |
| 2008/2009 | TJ Avia Čakovice (Praha 9)        |
| 2009/2010 | SK Újezd Praha 4 (Praha 4)        |
| 2010/2011 | SK Praga Praha (Praha 9)          |
| 2011/2012 | Sokol Kolovraty (Praha 10)        |
| 2012/2013 | SK Union Vršovice B (Praha 10)    |
| 2013/2014 | AFK Slavia Malešice (Praha 10)    |
| 2014/2015 | Avia Čakovice (Praha 9)           |
| 2015/2016 | SK Union Vršovice B (Praha 10)    |
| 2016/2017 | Spartak Hrdlořezy (Praha 9)       |